# سیارک ۲۵۸۰۷
سیارک ۲۵۸۰۷ (به انگلیسی: 25807 Baharshah، نامگذاری:2000CU93)۲۵۸۰۷مین سیارک کشف شده‌است که در ۰۸ فوریه ۲۰۰۰ کشف شد.